# Polymixis hadenina
Polymixis hadenina är en fjärilsart som beskrevs av Charles E. Rungs 1972. Polymixis hadenina ingår i släktet Polymixis och familjen nattflyn. Inga underarter finns listade i Catalogue of Life.